# Habenaria loerzingii
Habenaria loerzingii är en orkidéart som beskrevs av Johannes Jacobus Smith. Habenaria loerzingii ingår i släktet Habenaria och familjen orkidéer. Inga underarter finns listade i Catalogue of Life.